# روان بن حسين
روان عبدالله (مواليد 30 ديسمبر 1996) والمعروفة باسم روان بن حسين، هي مؤثرة وممثلة ومغنية كويتية على وسائل التواصل الإجتماعي. تعد واحدة من أكبر المؤثرين في وسائل التواصل في الكويت والشرق الأوسط، حيث تمتلك 7.5 مليون متابع على إنستغرام.

## الحياة المبكرة والتعليم
ولدت في الكويت لأب كويتي من أصل إيراني وأم أردنية. لديها أربعة أشقاء أصغر سنًا ونشأت في أسرة مكونة من سبعة أفراد. عمل والداها في وزارة الداخلية حتى التقاعد. في عام 2014، انتقلت إلى الولايات المتحدة للدراسة في جامعة جنوب كاليفورنيا، حيث كانت جزءًا من الأكاديمية الدولية (برنامج الإعداد الجامعي). أرادت في البداية التخصص في العلوم السياسية في كاليفورنيا لكنها قررت لاحقًا الانتقال إلى المملكة المتحدة. في عام 2015، انضمت إلى برنامج التأسيس الدولي في كلية الملك بلندن. في عام 2016، بدأت دراسة تخصص القانون في جامعة وستمنستر وتخرجت في عام 2019.

## المسيرة المهنية
في يونيو 2016، أطلقت عليها مجلة فوغ لقب بروك شيلدز الكويت. في عام 2017، بدأت التعاون مع غوتشي وميبلين ولانكوم. في أكتوبر 2019، ظهرت على غلاف مجلة كوزموبوليتان نسخة الشرق الأوسط.
في عام 2021، بدأت مسيرتها الموسيقية. في عام 2022، أنطلقت مسيرتها التمثيلية، حيث لعبت الدور الرئيسي في العديد من البرامج التلفزيونية الكويتية على نتفليكس. في أبريل 2024، تصدرت غلاف النسخة العربية من مجلة هاربر بازار. في مايو 2024، فازت بجائزة "نجمة الليل" في حفل توزيع جوائز EMIGALA 2024. في نفس العام، تعاونت مع العملاق الرياضي نيو بالانس كسفيرة لعلامتهم التجارية. في ديسمبر 2024، ظهرت على غلاف مجلة غراتسيا (الشرق الأوسط).

## الحياة الشخصية
في عام 2019، تزوجت رجل الأعمال الليبي يوسف المقريفي، وأنجبت ابنتهما في فبراير 2020، قبل أن يعلنا طلاقهما في يوليو من نفس العام.

## وصلات خارجية
لا بيانات لهذه المقالة على ويكي بيانات تخص الفن